# Jopok manura 3
Jopok manura 3 (조폭 마누라 3) è un film del 2006 diretto da Jo Jin-kyu.
La pellicola è il seguito di Ho sposato una gangster (2001) e Jopok manura 2: Dolaon jeonseol (2003); oltre al titolo, il film non presenta tuttavia alcun riferimento alle opere precedenti a livello di trama.

## Trama
A-ryong è la figlia di un noto membro della Triade di Hong Kong, costretta tuttavia a fuggire in Corea del Sud; una gang rivale, definita Drago Nero, ha infatti intenzione di ucciderla. Sulle sue tracce viene mandato un assassino, Yang-be; il ragazzo che è stato incaricato di proteggerla, Ki-Chul, la fa così rifugiare a casa sua, fingendo che sia sua moglie. A-ryong non conosce minimamente la lingua coreana, di conseguenza nei rapporti con il ragazzo e con i suoi subordinati è sempre costretta a usare dei traduttori; la giovane, con il loro aiuto, si dichiarerà infine al ragazzo e si sposerà realmente con lui.

## Distribuzione
Nella Corea del Sud, la pellicola è stata distribuita a partire dal 28 dicembre 2006; in Italia la pellicola è inedita.